# Лайонс-Парк (Си-Трейн)
«Лайонс Парк» (англ. Lions Park) — станция Си-Трейна в Калгари. Эта станция открылась в 1987 году и в настоящее время обслуживает 5 800 пассажиров за день.

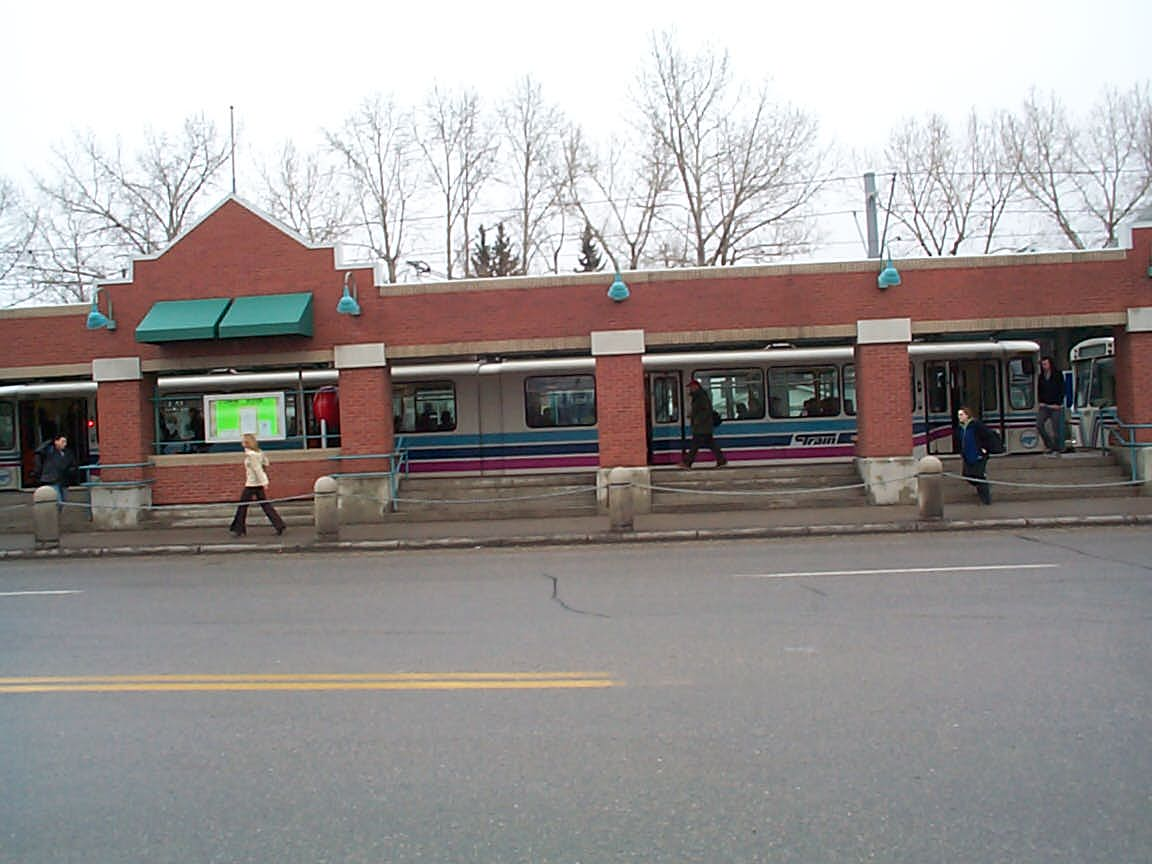
Вид на станцию

Станция была расширена в рамках реализации плана «Калгари-транзит», целью которого было увеличить длину состава до 4 вагонов к концу 2014 года. Платформу Лайонс-Парк удлинили на восток, для чего пересечение путей и пешеходный переход перенесли дальше, за платформу. Строительство началось осенью 2013 года и окончилось спустя шесть месяцев, закрытия дорог и переходов при этом не понадобилось.
В 2005 году средний пассажиропоток в будние дни составлял 3900 человек, в 2008 — 5800 человек.